# Мідянка (рід)
Мідянка (Coronella) — рід  змій родини полозових (Colubridae). У складі роду 3 види. Умовно отруйні змії (реальної небезпеки для людини, як правило, не становлять).

## Опис
Середнього розміру змії з довжиною до 60 см. Голова більш-менш плеската, відносно слабко відмежована від шиї. Зіниці округлі. Луска тулуба гладенька, на кожній по 2 апікальні пори. Підхвостові щитки розташовані у 2 рядки. Верхньощелепні зуби поступово збільшуються у розмірі в напрямку у глиб пащі, але останні 2 зуби не відокремлені від інших беззубим проміжком.

## Спосіб життя
Полюбляють кам'янисту, піщану місцину, зустрічаються у степах. Активні вдень. Харчуються здебільшого ящірками, однак можуть полювати і на дрібних мишоподібних.
Здебільшого це яйцеживородні змії.

## Розповсюдження
Мешкає в Європі, північно-західній Африці, західній Азії.
В Україні мешкає звичайна мідянка.

## Види
- Coronella austriaca
- Coronella brachyura
- Coronella girondica